# Silene damascena
Silene damascena är en nejlikväxtart som beskrevs av Pierre Edmond Boissier och Gaill. Silene damascena ingår i släktet glimmar, och familjen nejlikväxter. Inga underarter finns listade i Catalogue of Life.